# Web 2.0 Suicide Machine
De Web 2.0 Suicide Machine was het antwoord op een van de trends die zich voordeed in 2009: het zogenaamde "ontvrienden" (Woord van het jaar in 2009). Het tegenovergestelde van wat het jaar daarvoor de mode was: zo snel mogelijk zo'n hoog mogelijk aantal "vrienden" krijgen op sociale netwerken zoals Facebook, Netlog en Hyves. Een in 2010 uitgebrachte tool die daarbij kan helpen is de Web 2.0 Suicide Machine. De Suicide Machine werd geproduceerd door stichting Worm.
De Suicide Machine ondersteunt de sociale netwerken LinkedIn, Twitter, Facebook en MySpace.

## Opzet
De opzet van deze tool is om mensen de mogelijkheid te geven digitale "zelfmoord" te plegen door middel van slechts enkele klikjes. Slogans zoals "Meet your Real Neighbours again!", "Click here to sign out forever!", "Watch your 2.0 life passing by!", statistische gegevens zoals "307,750 friends have been unfriended" en "4,000 people went before you" en visualisaties die het tijdsverschil demonstreren tussen het gebruik van de Suicide Machine en manuele "zelfmoord", zetten ongeveer een duizend tal mensen aan tot instant defriending.

## Facebook en de Suicide Machine
De beheerders van de socialenetwerksites, zoals Facebook, zijn niet tevreden over de Suicide Machine. Facebook meent dat de Suicide Machine zelfs inbreuk zou maken op hun Statement of Rights and Responsibilities.
"Web 2.0 Suicide Machine collects login credentials and scrapes Facebook pages, which are violations of our Statement of Rights and Responsibilities. We've blocked the site's access to Facebook as is our policy for sites that violate our SRR. We're currently investigating and considering whether to take further action", aldus een woordvoerder van Facebook.